# دیزر
دیزر (به فرانسوی: Deezer) رسانه جاری موسیقی و پادکست مبتنی بر اینترنت است. این سرویس در اوت ۲۰۰۷ در پاریس فرانسه پایه‌گذاری شد. تا تاریخ ۳ آوریل ۲۰۱۸، ۱۴ میلیون کاربر ماهانه فعال و ۶ میلیون مشترک پولی برای دیزر گزارش شده‌است.